# 水之江忠臣
水之江 忠臣（みずのえ ただおみ、1921年（大正10年）7月16日 - 1977年（昭和52年）7月18日）は、日本の家具デザイナーである。大分県豊後高田市出身。

## 経歴・人物
日本大学卒業後、1942年（昭和17年）に前川國男が創設したデザイン建築事務所に入所し、デザイナーとしての活動を始める。その後前川から建築の設計を教わり、椅子やテーブル等の家具の設計に携わる。水之江の作品はこれまで以上に丈夫な材料を用いた事や斬新なデザインによって、1954年（昭和24年）に神奈川県立音楽堂や神奈川県立図書館に所蔵され、一躍有名となった。
後に公共施設のみならず、家庭向けの家具の設計にも従事する。1958年（昭和33年）には日本室内設計家協会の発足と共に理事長を務め、1963年（昭和38年）には独立して自身のデザイン設計事務所を創設した。

## 主な作品
- 『ロビーチェアー』（1960年）
- 『リリー』（1970年）